# James Galway
James Galway (Belfast, 8 de diciembre de 1939), conocido como el hombre de la flauta de oro, es un flautista norirlandés y uno de los mayores virtuosos de ese instrumento.
Siguiendo los pasos de Jean-Pierre Rampal, se ha convertido en uno de los primeros flautistas que han recorrido su carrera musical como solista. La Reina Isabel II lo nombró caballero en junio de 2001.
Ha pertenecido a la Orquesta Filarmónica de Berlín, donde tocó como flauta primera entre 1969 y 1979. Para sorpresa de Herbert von Karajan, y tras un periodo de desencuentros, “Jimmy” Galway decidió iniciar una carrera en solitario que finalmente ha estado jalonada por el éxito. Todavía hoy se dedica regularmente a la interpretación, y es uno de los flautistas más reconocidos internacionalmente. Compositores como el español Joaquín Rodrigo o el inglés Malcolm Arnold, por quien ha mostrado su admiración en repetidas ocasiones, le dedicaron algunas de sus obras.
Es el flautista principal del London Mozart Players, con sede en Londres.
Recientemente, James ha participado en la grabación de la banda sonora de la trilogía de El Señor de los Anillos, ganadora de un Oscar de la Academia Americana de Cine.
En la actualidad reside en Meggen (Suiza) con su mujer, la  estadounidense Jeanne Galway, también flautista.

## Curiosidades
La flauta de Galway fue manufacturada en oro por el equipo de la casa japonesa Muramatsu.
Ha vendido más de 30 millones de discos.
El sobrino de Galway, Martin Galway es un músico famoso por su trabajo en los juegos de Commodore 64 durante los años ochenta.